# Trigonopleura
Trigonopleura é um género botânico pertencente à família Euphorbiaceae.
Plantas encontradas na Malesia.

## Sinonímia
- Peniculifera Ridl. (Sterculiaceae)

## Espécies
| - Trigonopleura borneensis - Trigonopleura dubia - Trigonopleura macrocarpa | - Trigonopleura malayana - Trigonopleura philippinensis |

## Nome e referências
Trigonopleura Hook.f.